# Keisuke Hoshino
Keisuke Hoshino (født 21. august 1985) er en tidligere japansk fodboldspiller.
Han har spillet for flere forskellige klubber i sin karriere, herunder Mito HollyHock.